# 아이 러브 유, 베스 쿠퍼
《아이 러브 유, 베스 쿠퍼》(영어: I Love You, Beth Cooper)는 미국에서 제작된 크리스 콜럼버스 감독의 2009년 청춘 로맨틱 코미디 영화이다. 헤이든 패너티에어 등이 출연하였고, 마크 래드클리프 등이 제작에 참여하였다. 래리 도일의 동명 소설이 원작이다.

## 출연진
- 헤이든 패너티에어
- 폴 러스트
- 잭 카펜터
- 로런 런던
- 로런 스톰
- 숀 로버츠
- 앨런 럭
- 애나 메이 윌스
- 신시아 스티븐슨
- 재러드 키소
- 브렌던 페니
- 마리 애브저로펄러스
- 조시 에머슨
- 앤드리아 새비지
- 매기 마
- 에밀리 테넌트

## 기타 제작진
- 배역: 하이키 브랜드스태터, 재닛 허션슨, 제인 젱킨스, 미셸 르윗, 코린 메이어스
- 미술: 하워드 커밍스
- 세트: 메리루 스토리
- 의상: 캐런 L. 매슈스